# Main Event der World Series of Poker 1979
Das Main Event der World Series of Poker 1979 war das Hauptturnier der zehnten Austragung der Poker-Weltmeisterschaft in Las Vegas.

## Turnierstruktur
Das Hauptturnier der World Series of Poker in No Limit Hold’em startete am 22. Mai und endete mit dem Finaltisch am 27. Mai 1979. Ausgetragen wurde das Turnier im Binion’s Horseshoe in Las Vegas. Die insgesamt 54 Teilnehmer mussten ein Buy-in von je 10.000 US-Dollar zahlen, für sie gab es fünf bezahlte Plätze. Während des Turniers hielt Lakewood Louie mit 10♦ K♦ als erster Spieler in der Geschichte der World Series of Poker einen Royal Flush.

## Finaltisch

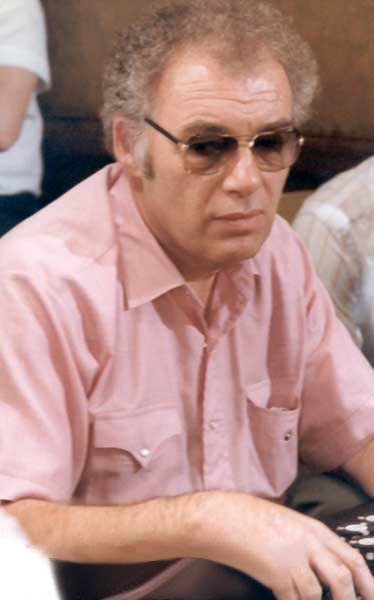
Hal Fowler (1979)

Der Finaltisch wurde am 27. Mai 1979 ausgespielt. In der finalen Hand gewann Fowler mit 7♠ 6♦ gegen Hoff mit A♣ A♥.
| Platz | Herkunft           | Spieler       | Preisgeld (in $) |
| ----- | ------------------ | ------------- | ---------------- |
| 1     | Vereinigte Staaten | Hal Fowler    | 270.000          |
| 2     | Vereinigte Staaten | Bobby Hoff    | 108.000          |
| 3     | Vereinigte Staaten | George Huber  | 081.000          |
| 4     | Vereinigte Staaten | Sam Moon      | 054.000          |
| 5     | Vereinigte Staaten | Johnny Moss   | 027.000          |
| 6     | Vereinigte Staaten | Bobby Baldwin | –                |